# Sobarocephala quadrivittata
Sobarocephala quadrivittata är en tvåvingeart som beskrevs av Leander Czerny 1929. Sobarocephala quadrivittata ingår i släktet Sobarocephala och familjen träflugor. Inga underarter finns listade i Catalogue of Life.